# Gaspar Rosés i Arús
Gaspar Rosés i Arús (m. Ribes de Freser, 24 de setembre de 1932) fou un advocat, polític i dirigent esportiu català.

## Biografia
Era fill de Francesc Rosés Canet i Josefa Arús Oliveras (+1892).
Fou elegit regidor de l'ajuntament de Barcelona pel districte VI a les eleccions municipals de 1911. Fou membre de l'Ateneu Barcelonès i de la Societat Econòmica Barcelonesa d'Amics del País.
Fou diputat de la Lliga Regionalista per Arenys de Mar a les eleccions generals espanyoles de 1918, diputat de la Diputació de Barcelona el 1921 i president del FC Barcelona durant els períodes 25 de juny de 1916 - 17 de juny de 1917, 27 de juny del 1920 - 17 de juliol del 1921 i 30 de juny del 1930 - 22 d'octubre del 1931, escollit per l'assemblea de socis. L'acta de la primera Junta directiva presidida per ell l'1 de juliol del 1916 va ser la primera redactada en català en la història del Barça, a l'hora que iniciava la catalanització institucional del club, amb diverses actuacions sota el seu mandat. Durant el seu tercer mandat com a president se suïcidà el fundador del club Joan Gamper. També fou president de la Federació Catalana de Futbol.
Mor d'accident juntament amb la seva esposa Maria Reverter Alegria i la seva filla Maria del Pilar.